# Vezin-le-Coquet
 Vezin-le-Coquet  es una población y comuna francesa, situada en la región de Bretaña, departamento de Ille y Vilaine, en el distrito de Rennes y cantón de Rennes-Sud-Ouest.

## Demografía
| 839 | 1596 | 2207 | 2731 | 3268 | 4026 |
| Para los censos de 1962 a 1999 la población legal corresponde a la población sin duplicidades (Fuente: INSEE [Consultar]) |      |      |      |      |      |